# イウプト1世
イウプト1世（Iuput I、在位：? ‐ 前804年頃）は古代エジプト第23王朝のファラオ。

## 概要
第22王朝の支配から独立し、上エジプトでファラオを称したペディバステト1世の息子。父王の共同統治者だったと見られている。その正確な在位期間は不明だが、カルナックのコンス神殿に残された日付から少なくとも12年間は共同統治者の地位にあった事が分かっている。